# Ca l'Espasa
Ca l'Espasa és una masia al poble de Bigues al sector central del terme municipal de Bigues i Riells, al sud-oest del Rieral de Bigues; des de darreries del segle XX ha quedat absorbida per la trama urbana de Bigues: queda a la cantonada de l'avinguda de Francesc Masponç amb el camí de Can Segimon. És a la dreta del Tenes, a llevant de Can Traver, a prop i al sud-oest de la Baliarda, que queda a l'altre costat del Tenes, i al costat de ponent del petit conjunt format per Can Curt del Rieral, Can Molina i Cal Tasar. L'antiga masia ha estat del tot reformada, i actualment és una torreta més de la urbanització on es troba. Ha estat catalogada com a “element d'interès municipal” per l'ajuntament de Bigues i Riells.